# Luca Marrone
Luca Marrone (Turim, 28 de Março de 1990) é um futebolista italiano que atua como volante, atualmente defende o Crotone, emprestado pelo Verona.